# Церковь Всех Святых (Тауэр, Лондон)
Церковь Всех Святых у Тауэра (англ. All Hallows-by-the-Tower, All Hallows Barking) — англиканская приходская церковь в районе Сити города Лондона (Великобритания), расположенная на улице Байворд-стрит; по данным на середину XX века, была основана рядом с крепостью Тауэр в 675 году.

## История и описание
О времени появления и ранней история церкви Всех Святых у Тауэра, по данным на начало XXI века, сохранились только отрывочные сведения. Во время роспуска монастырей в Великобритании, в 1539 году, церковь принадлежала бенедиктинскому аббатству Баркинг (Barking Abbey) в графстве Эссекс, основанному в VII веке. Церковь Всех Святых уже в XII веке была известна как «Berkyncherche», а согласно «Книге судного дня» в 1086 году аббатство Баркинг владело «28 домами и половиной церкви» в Лондоне: хотя церковь и не была названа точно, исследователи обычно отождествляют её с храмом Всех Святых у Тауэра.
Церковь несколько раз расширялась и перестраивалась в период между XI и XV веками, при этом элементы нормандских построек XIII и XV веков сохранились по сей день. Церковь сильно пострадала в 1650 году от взрыва, вызванного детонацией нескольких бочек с порохом, хранившихся на складе, примыкавшем к церковному зданию. Западная часть церкви и около 50 близлежащих домов в тот год были разрушены. Храм пережил Великий лондонский пожар 1666 года, поскольку адмирал Уильям Пенн приказал своим подчинённым с близлежащей военно-морской верфи уничтожить окружавшие церковь здания.
Во время Второй мировой войны, в ходе «Блица» 1940 года, церковь сильно пострадала. Расчистка разрушений, вызванных бомбардировками, позволила обнаружить арочный проход, построенный из древнеримских плит, и каменную кладку исходной средневековой церкви. Обширная реконструкция здания была завершена к 1957 году и храм был повторно освящён. 4 января 1950 года церковь была внесена в список памятников архитектуры первой степени под номером 1064671 (Grade I).